# Cinéma frontalier

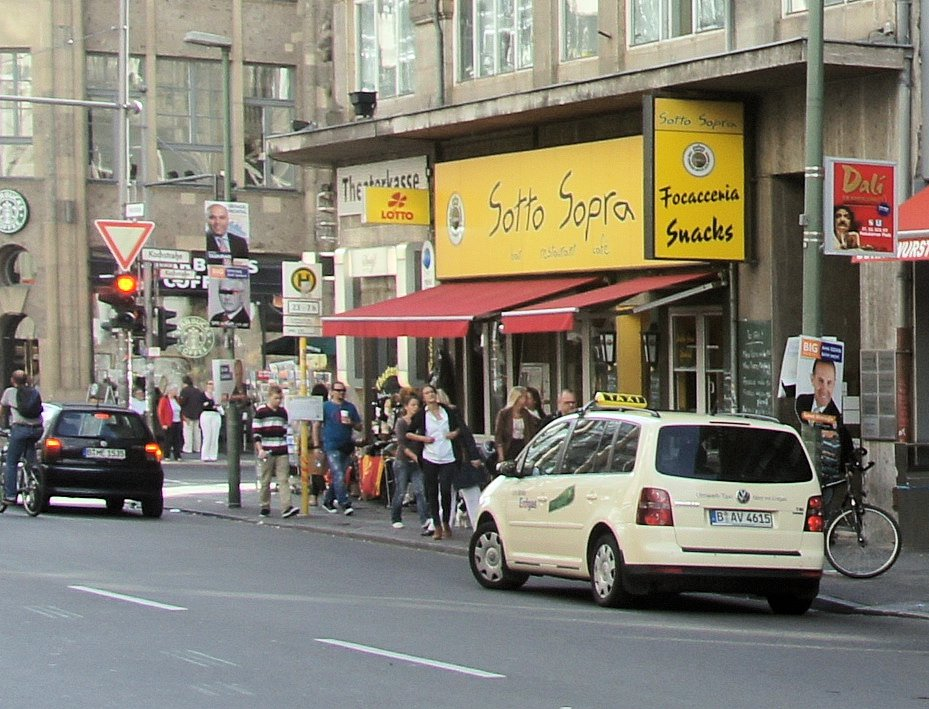
Photo de 2011 de l'angle Friedrichstrasse et Kochstrasse pour comparaison avec la photo historique du cinéma frontalier "City" à Checkpoint Charlie. Actuellement, le bar-restaurant-café "Sotto Sopra" est situé sur le site du cinéma frontalier "City".

Les cinémas frontaliers de Berlin, en allemand : Grenzkino, étaient des cinémas de Berlin-Ouest situés près de la frontière avec Berlin-Est. Du nord au sud, ils étaient situés dans les quartiers de Reinickendorf et Wedding en secteur français, le quartier de Tiergarten en secteur britannique, et les quartiers de Kreuzberg et Neukölln en secteur américain.

## Liste
La plupart des cinémas frontaliers étaient situés sur les liaisons routières les plus importantes entre Berlin-Est et Berlin-Ouest, souvent à proximité immédiate des premières stations de S-Bahn et de U-Bahn. La liste suivante n'est pas exhaustive :

### Secteur français
Arrondissement de Reinickendorf
- "Bali" (1953-1969) avec 264 places, route provinciale 81, près de la zone frontalière de la gare de Berlin-Schönholz.

Arrondissement de Wedding

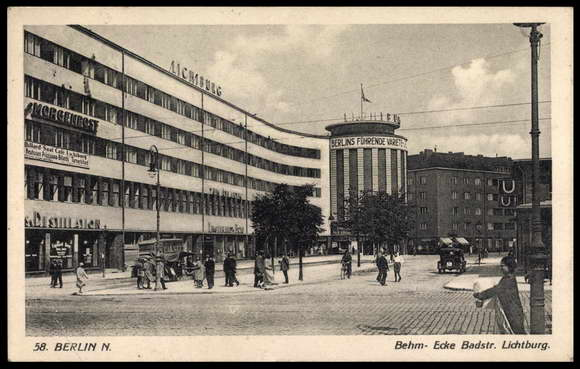
Le « Corso » à Wedding, anciennement appelé « Lichtburg », 1931.

- "Polo-Lichtspiele" (1912-1961) avec 281 places, Chausseestrasse 79, près de la station de métro Reinickendorfer Strasse.
- Le plus grand : "Corso" (1929-1962) avec 1933 places, plus connu sous le nom de Lichtburg, Atlantic, Behmstraße 7-9, près de la gare de Gesundbrunnen.
- "Vineta Lichtspiele" (1910-1961) avec 200 places, Vinetaplatz 6, près de la station de métro Voltastrasse.

### Secteur britannique
Arrondissement du Tiergarten
- "Welt-Kino" (1919-1966) avec 1024 places, Alt-Moabit 99-103, à proximité immédiate de la Lehrter Stadtbahnhof
- "Aladin & Camera" (1948-1961) avec 348 places, Potsdamer Straße 12, à proximité immédiate de la station de S-Bahn Potsdamer Platz.

### Secteur américain
Arrondissement de Kreuzberg
- "City" (1951-1967) avec 281 sièges, Friedrichstrasse 209.
- "Lido" (1951-1966) avec 521 places, Schlesische Straße 15, à proximité immédiate de la station de métro Schlesisches Tor.
- "Casino-Lichtspiele" (1952-1961) avec 716 places, Schlesische Straße 26, à proximité immédiate de la station de métro Schlesisches Tor.
- "WBT-Lichtspiele" (1942-1961) avec 245 places, Schlesische Straße 29, à proximité immédiate de la station de métro Schlesisches Tor.

« La Schlesische Straße était une file de cinémas avec un trafic intense de cinéastes est-berlinois qui voulaient voir des films ouest-allemands. »

— karreraklub.de
Arrondissement de Neukölln
- "Filmeck Britz" (1932-1961) avec 706 sièges, Britzer Damm 115, près de la station Blaschkoallee U-Bahn
- "Orion" (1953-1961) avec 375 sièges, Neuköllnische Allee 52, près de la station Köllnische Heide S-Bahn

## Histoire
Selon d'anciens journalistes de la RDA, depuis juillet 1950, des "cinémas frontaliers" sont sélectionnés "à l'instigation de la section cinématographique du gouvernement militaire américain (HICOG) spécifiquement pour les frontaliers de Berlin-Est et bénéficient d'un statut spécial. Oscar Martay (1920–1995), l'initiateur du Festival international du film de Berlin, a travaillé comme officier de cinéma pour le gouvernement militaire américain à Berlin-Ouest à partir de 1948 et a eu une influence significative sur les opérations des cinémas de Berlin-Ouest. En plus de fonder un festival international du film, l'une de ses préoccupations particulières était la création de « cinémas frontaliers » à la frontière du secteur de Berlin-Est. Des films devaient y être projetés à prix réduits, notamment pour les Berlinois de l'Est. 
Chaque Berlinois de l'Est avait droit, sur présentation de sa carte d'identité, au prix d'entrée 1:1 (c'est-à-dire : 1 DM Ouest = 1 Mark Est ).
Afin d'accueillir les spectateurs de Berlin-Est, les cinémas frontaliers sont autorisés à ouvrir le matin et à diffuser leurs programmes tout au long de la journée. Le programme du cinéma commençait généralement par un résumé hebdomadaire des événements mondiaux en politique, culture et sport. Exemples bien connus : The New German Newsreel, Look into the World, Fox Sounding Newsreel, World in Pictures (à partir d'août 1956 : Ufa-Wochenschau). Les nouvelles étaient suivies par le long métrage. Dans les trois secteurs de l'Ouest étaient projetés des films américains, britanniques et français doublés en allemand, dont on savait qu'ils ne seraient jamais projetés dans les cinémas de Berlin-Est ou seraient projetés beaucoup plus tard, en raison de la censure communiste en RDA.
L'importance politique des cinémas frontaliers prend fin avec la construction du mur de Berlin. L'"influence idéologique" exercée par les cinémas aurait même été l'une des raisons de la construction du Mur.
Cela conduisit à des protestations de jeunes Allemands de l'est qui ne pouvaient plus fréquenter les cinémas frontaliers.